# Rhinella
Rhinella là một chi động vật lưỡng cư trong họ Bufonidae, thuộc bộ Anura. Chi này có 77 loài và 19% bị đe dọa hoặc tuyệt chủng.

## Loài
Chi này có 91 loài:
- Rhinella abei (Baldissera, Caramaschi & Haddad, 2004)
- Rhinella achalensis (Cei, 1972)
- Rhinella achavali (Maneyro, Arrieta, & de Sá, 2004)
- Rhinella acrolopha (Trueb, 1971)
- Rhinella acutirostris (Spix, 1824)
- Rhinella alata (Thominot, 1884)
- Rhinella amabilis (Pramuk & Kadivar, 2003)
- Rhinella amboroensis (Harvey & Smith, 1993)
- Rhinella arborescandens (Duellman & Schulte, 1992)
- Rhinella arenarum (Hensel, 1867)
- Rhinella arequipensis (Vellard, 1959)
- Rhinella arunco (Molina, 1782)
- Rhinella atacamensis (Cei, 1962)
- Rhinella azarai (Gallardo, 1965)
- Rhinella bergi (Céspedez, 2000)
- Rhinella bernardoi Sanabria, Quiroga, Arias & Cortez, 2010
- Rhinella casconi[2] Roberto, Brito & Thomé, 2014
- Rhinella castaneotica (Caldwell, 1991)
- Rhinella centralis Narvaes & Rodrigues, 2009
- Rhinella ceratophrys (Boulenger, 1882)
- Rhinella cerradensis Maciel, Brandão, Campos & Sebben, 2007
- Rhinella chavin (Lehr, Köhler, Aguilar & Ponce, 2001)
- Rhinella chrysophora (McCranie, Wilson & Williams, 1989)
- Rhinella cristinae (Vélez-Rodríguez & Ruiz-Carranza, 2002)
- Rhinella crucifer (Wied-Neuwied, 1821)
- Rhinella dapsilis (Myers & Carvalho, 1945)
- Rhinella diptycha (Cope, 1862)
- Rhinella dorbignyi (Duméril & Bibron, 1841)
- Rhinella fernandezae (Gallardo, 1957)
- Rhinella festae (Peracca, 1904)
- Rhinella fissipes (Boulenger, 1903)
- Rhinella gallardoi (Carrizo, 1992)
- Rhinella gildae[3] Vaz-Silva, Maciel, Bastos & Pombal, 2015
- Rhinella gnustae (Gallardo, 1967)
- Rhinella granulosa (Spix, 1824)
- Rhinella henseli (Lutz, 1934)
- Rhinella hoogmoedi Caramaschi & Pombal, 2006
- Rhinella horribilis (Wiegmann, 1833)
- Rhinella humboldti (Gallardo, 1965)
- Rhinella icterica (Spix, 1824)
- Rhinella inca (Stejneger, 1913)
- Rhinella inopina Vaz-Silva, Valdujo & Pombal, 2012

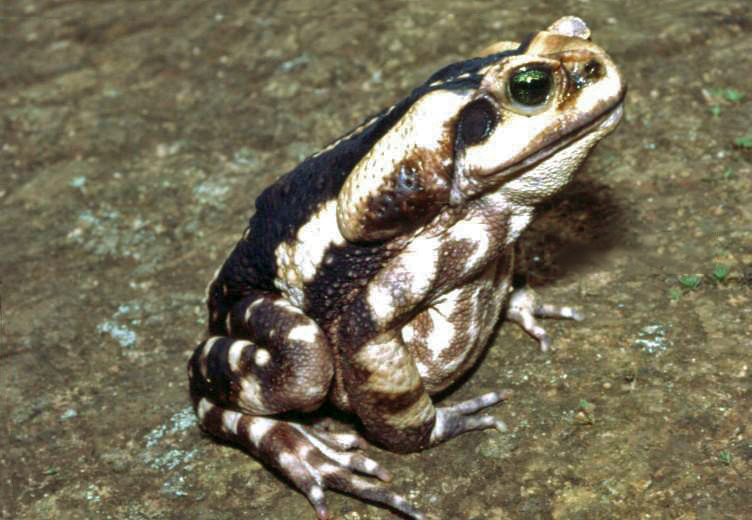
Rhinella icterica

- Rhinella iserni (Jiménez de la Espada, 1875)
- Rhinella jimi (Stevaux, 2002)
- Rhinella justinianoi (Harvey & Smith, 1994)
- Rhinella leptoscelis (Boulenger, 1912)
- Rhinella lescurei Fouquet, Gaucher, Blanc & Vélez-Rodriguez, 2007
- Rhinella limensis (Werner, 1901)
- Rhinella lindae (Rivero & Castaño, 1990)
- Rhinella macrorhina (Trueb, 1971)
- Rhinella magnussoni Lima, Menin & Araújo, 2007
- Rhinella major (Müller & Hellmich, 1936)
- Rhinella manu Chaparro, Pramuk, Gluesenkamp, 2007
- Rhinella margaritifera (Laurenti, 1768)

- Rhinella marina (Linnaeus, 1758)

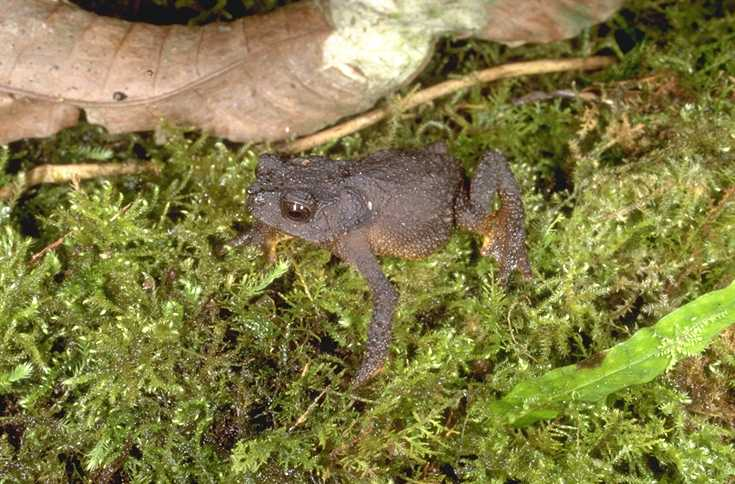
Rhinella manu

- Rhinella martyi Fouquet, Gaucher, Blanc & Vélez-Rodriguez, 2007
- Rhinella merianae (Gallardo, 1965)
- Rhinella mirandariberoi (Gallardo, 1965)
- Rhinella multiverrucosa (Lehr, Pramuk & Lundberg, 2005)
- Rhinella nattereri (Bokermann, 1967)
- Rhinella nesiotes (Duellman & Toft, 1979)
- Rhinella nicefori (Cochran & Goin, 1970)
- Rhinella ocellata (Günther, 1858)
- Rhinella ornata (Spix, 1824)
- Rhinella paragua[4] Grant & Bolívar-García, 2014
- Rhinella paraguayensis Ávila, Pansonato & Strüssmann, 2010
- Rhinella poeppigii (Tschudi, 1845)
- Rhinella proboscidea (Spix, 1824)
- Rhinella pygmaea (Myers & Carvalho, 1952)
- Rhinella quechua (Gallardo, 1961)
- Rhinella roqueana (Melin, 1941)
- Rhinella rostrata (Noble, 1920)
- Rhinella rubescens (Lutz, 1925)
- Rhinella rubropunctata (Guichenot, 1848)
- Rhinella ruizi (Grant, 2000)

- Rhinella rumbolli (Carrizo, 1992)

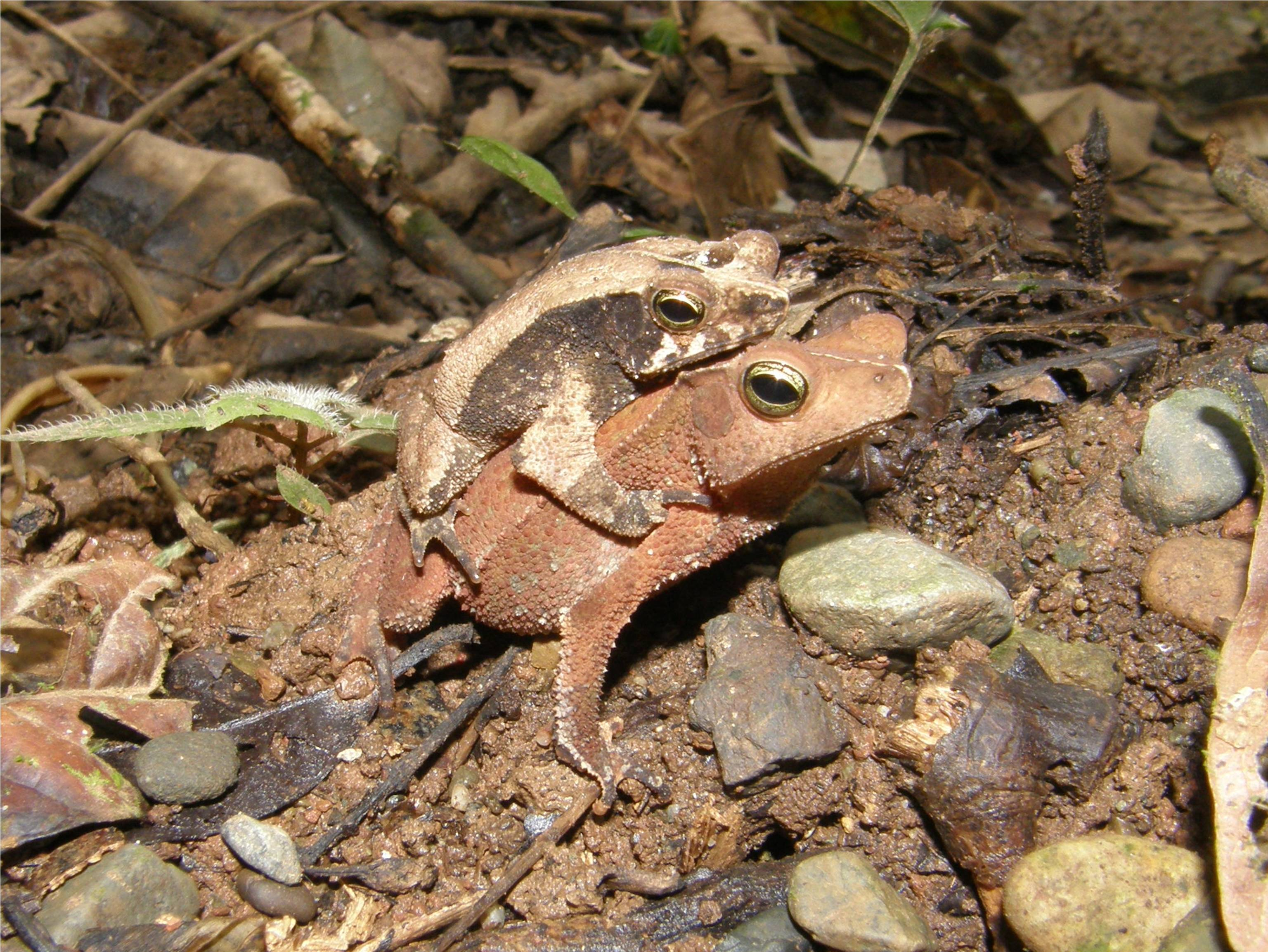
Amplexo de Rhinella margaritifera.

- Rhinella schneideri (Werner, 1894)
- Rhinella scitula (Caramaschi & de Niemeyer, 2003)
- Rhinella sclerocephala (Mijares-Urrutia & Arends-R., 2001)
- Rhinella sebbeni[3] Vaz-Silva, Maciel, Bastos & Pombal, 2015
- Rhinella spinulosa (Wiegmann, 1834)
- Rhinella stanlaii (Lötters & Köhler, 2000)
- Rhinella sternosignata (Günther, 1858)
- Rhinella tacana (Padial, Reichle, McDiarmid, & De la Riva, 2006)
- Rhinella tenrec (Lynch & Renjifo, 1990)
- Rhinella truebae (Lynch & Renjifo, 1990)
- Rhinella vellardi (Leviton & Duellman, 1978)
- Rhinella veraguensis (Schmidt, 1857)
- Rhinella veredas (Brandão, Maciel & Sebben, 2007)
- Rhinella yanachaga Lehr, Pramuk, Hedges & Córdova, 2007
- Rhinella yunga[5] Moravec, Lehr, Cusi, Córdova & Gvoždík, 2014
- Incertae sedis:
  - Bufo lacunatus Wiegmann, 1833
  - Bufo semilunatus Schneider, 1799
- Híbridos:
  - Rhinella pombali (Baldissera, Caramaschi & Haddad, 2004)

## Hình ảnh

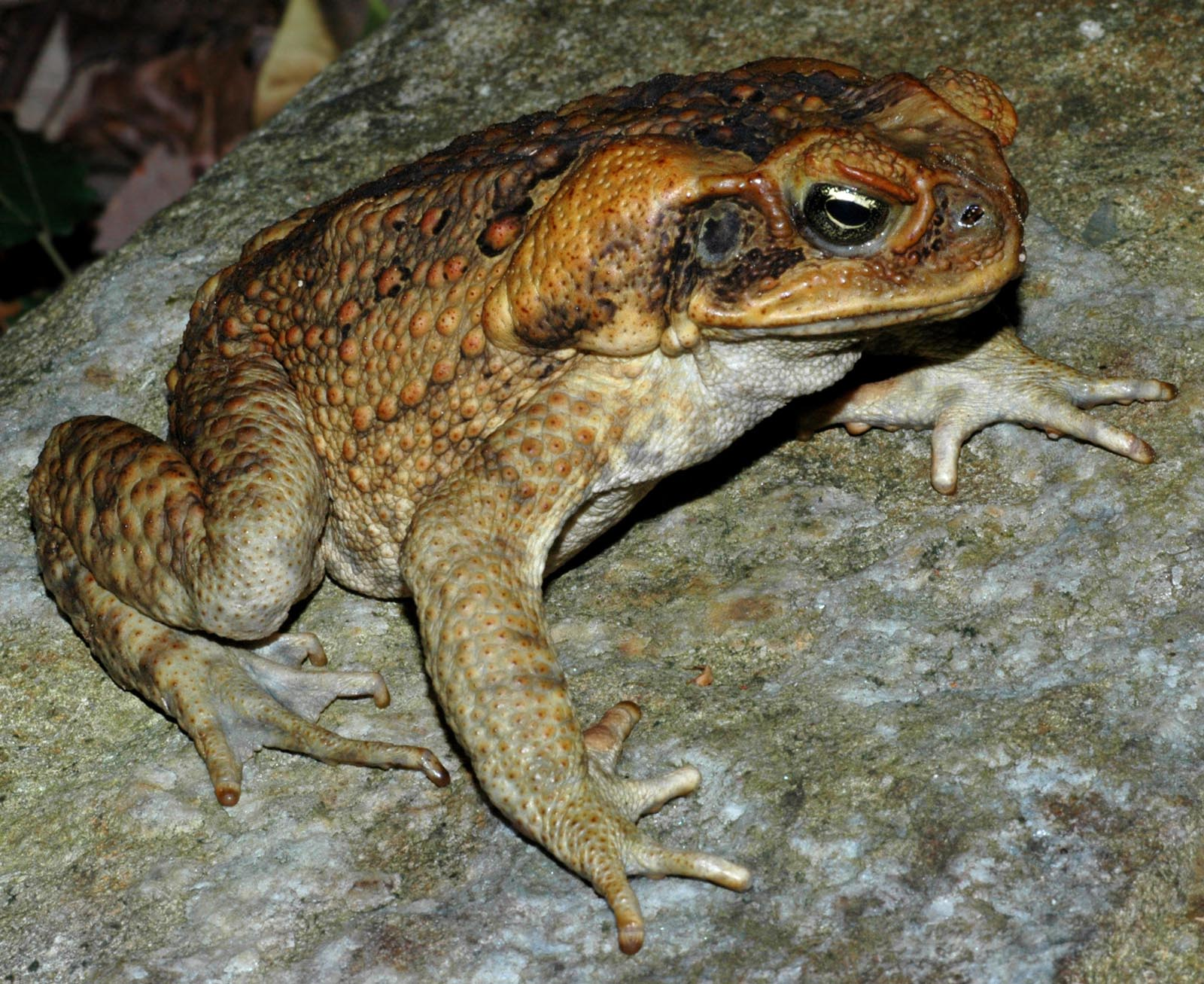
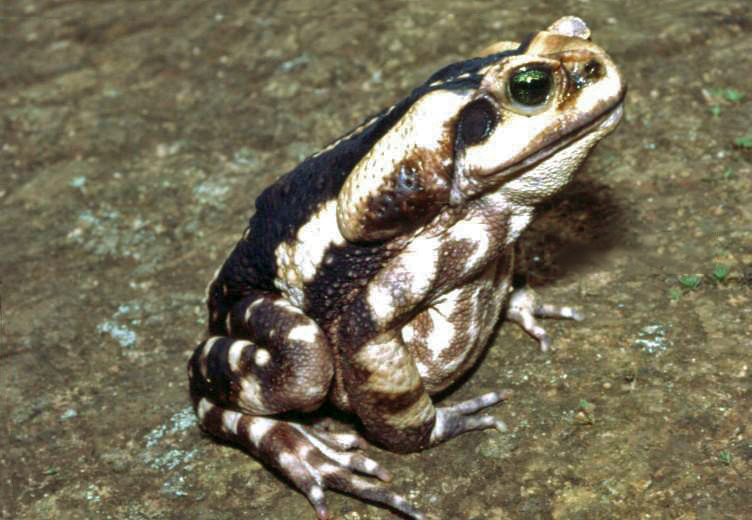
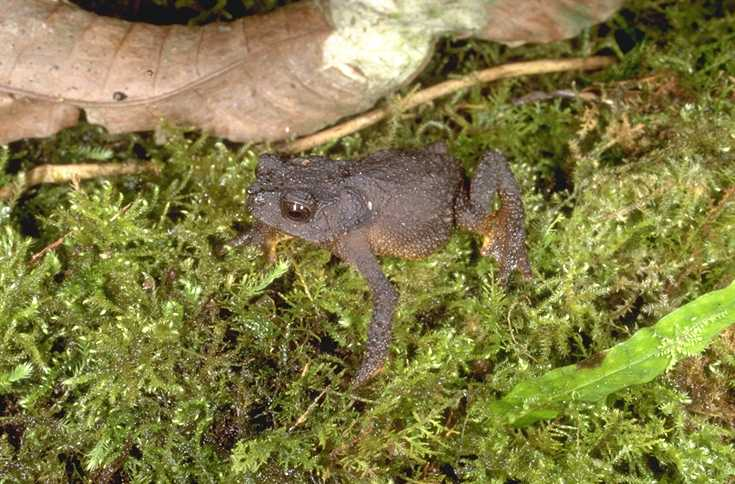
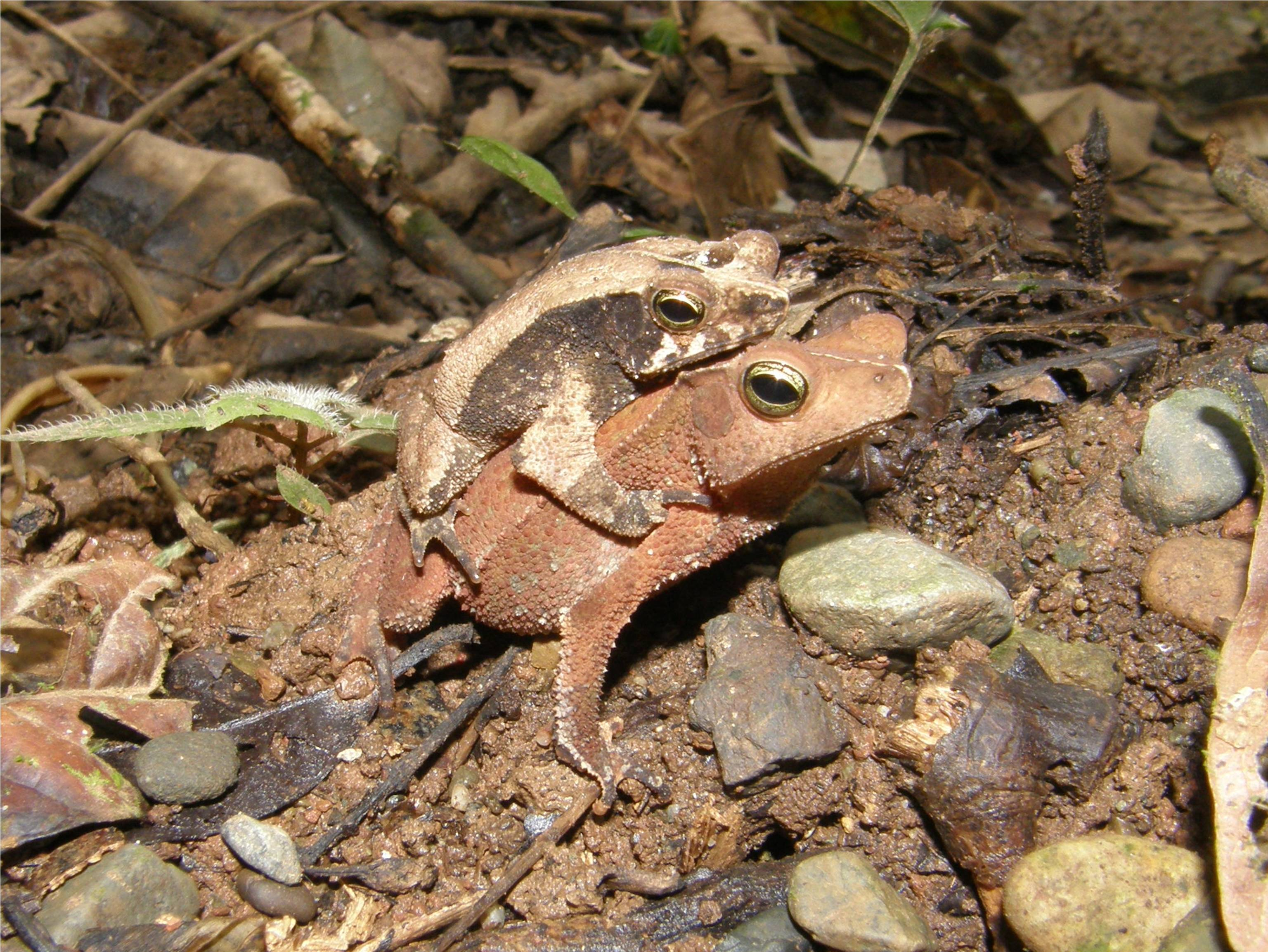